# Grand Suchet

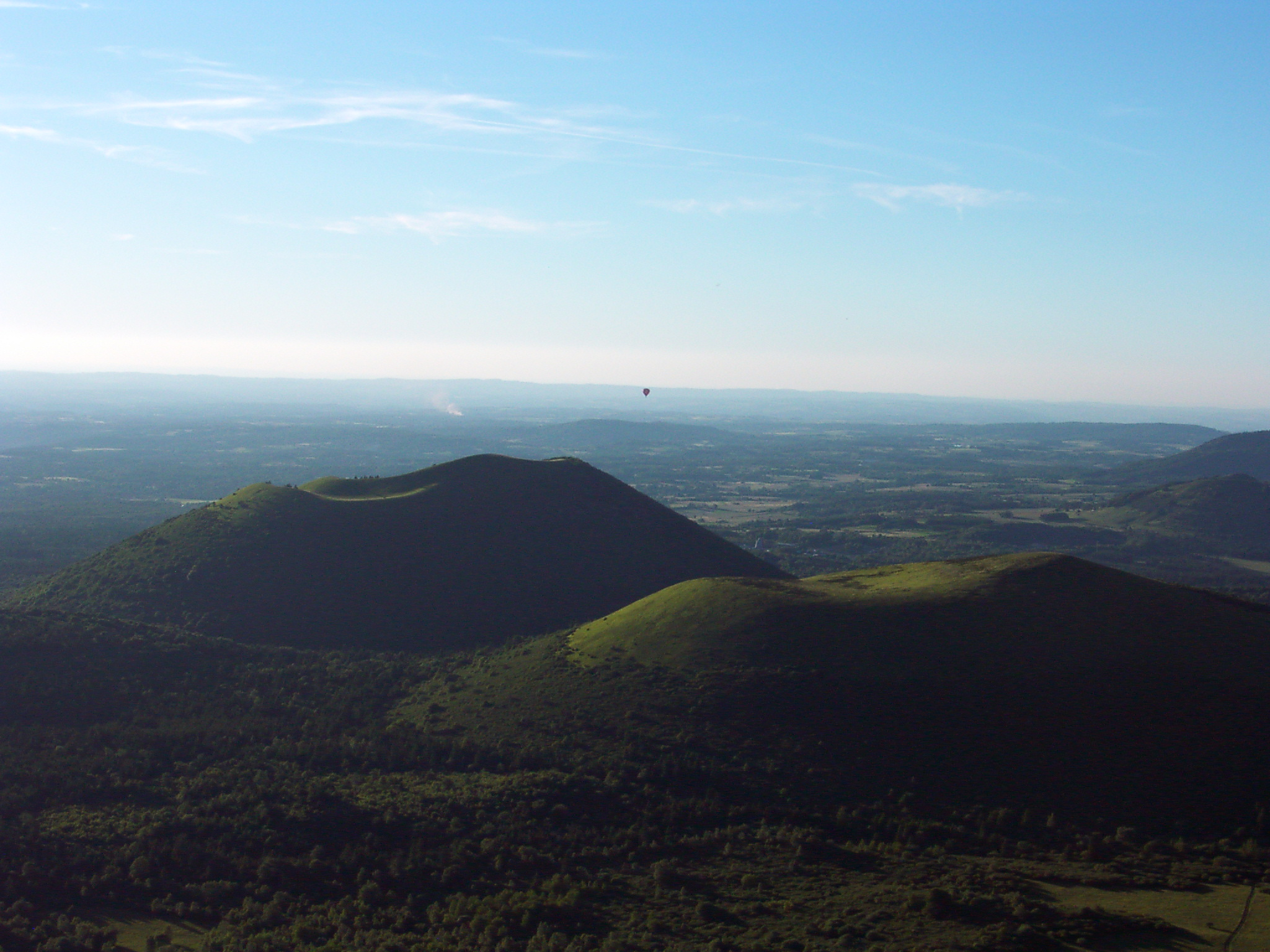
Veduta del Grand Suchet in primo piano a destra con il Puy de Côme sullo sfondo a sinistra.

Il Grand Suchet è un vulcano dormiente della Francia situato nel dipartimento del Puy-de-Dôme, nella Chaîne des Puys, tra il Puy-de-Dôme e il Puy de Côme.

## Geografia
Il Grand Suchet si trova nella parte centrale della Francia, al centro della catena dei Puys, a ovest di Clermont-Ferrand. È circondato abreve distanza dal Puy de Clierzoue dal Puy de Pariou a nord-est, dal Petit Suchet a est, dal Puy de Dôme a sud, dal puy Fillu a sud-ovest, dal Puy Balmet ovest e dal Puy de Côme a nord-ovest. Amministrativamente, il Grand Suchet è incluso nel territorio 
del comune di Ceyssat, che si trova a sud-ovest. 
Il monte è formato da un cono piroclastico la cui sommità, coronata da un cratere vulcanico poco marcato, si innalza fino a 1.231 metri di altitudine. Una seconda sommità, senza nome e costituita dal bordo opposto del cratere, si innalza a 1.199 metri sul livello del mare. La vegetazione arborea copre i suoi pendii regolari fino a metà altezza, a un'altitudine di circa 1.150 metri.